# Etenonă
Etenona (după vechea denumire, cetenă) este un compus organic cu formula chimică C2H2O sau H2C=C=O, este cea mai simplă cetenă și este un tautomer al etinolului (un inol).